# 포탈라카산

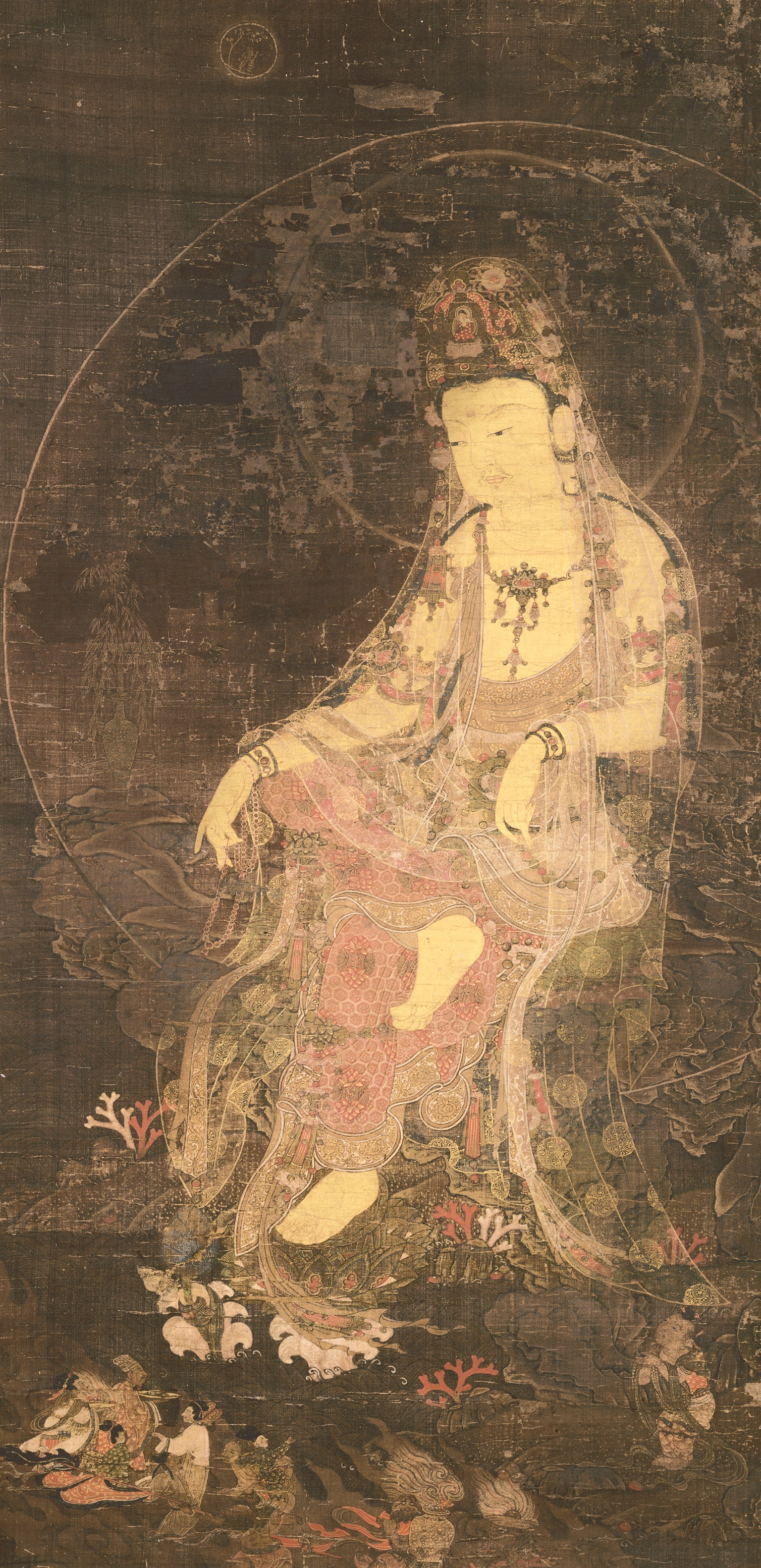
고려시대 수월관음도. 수월관음도는 화엄경에서 선재동자가 관세음보살을 만나는 모습을 그린 그림이다.

포탈라카산(산스크리트어: पोतलक, Potalaka) 또는 보타락(補陀落/普陀落), 보타락가(補陀洛伽/普陀落伽)는 관음보살이 산다는 전설의 산으로, 화엄경에서 선재동자가 관세음보살을 만난 산이다. 수월관음도가 바로 이 모습을 그린 그림이다.

## 기원
이 산은 화엄경의 마지막 장인 입법계품에서 처음 언급되는데, 이 장에서 주인공은 관음보살의 조언을 구하기 위해 여행을 떠난다.
일본 학자 슈 히코사카는 불교 경전, 고대 타밀 문학 자료, 현장 조사 등을 바탕으로 『입법계품』과 서역에 관한 대당서역기 기록에 묘사된 포탈라카산이 인도 타밀나두주 티루넬벨리구의 암바사무드람 마을 근처에 위치한 실제 포티카이 또는 포티일 산이라는 가설을 제시했다. 이 산은 싱감파티 자민다르 숲 내 한 지역에 위치해 있다. 슈는 또한 포티일/포탈라카 산이 옛날부터 남인도 사람들에게 신성한 장소였다고 말한다.
기원전 3세기 아소카 시대부터 이 지역에 불교가 전파되면서 이곳은 불교도들에게도 성지가 되었고, 많은 은둔자들이 이곳에 정착하면서 점차 지배적인 위치를 차지하게 되었다. 하지만 지역 주민들은 주로 힌두교를 신봉했다.

## 기타
보타락의 이름을 따온 지명이 여럿 있다.
- 대한민국
  - 낙산사 - 강원도
- 중국
  - 푸퉈산(보타산) - 저장성
  - 포탈라궁 - 티벳
- 일본
  - 후다라쿠산지
  - 닛코 후타라산 신사